# Вацлав Тітль
Вацлав Тітль (чеськ. Václav Titl; 11 травня 1889, Прага — 21 грудня 1923) — чеський футболіст, що грав на позиції воротаря.

## Футбольна кар'єра
Виступав у команді команди «Спарта» (Прага). Володар Кубка милосердя 1909 року, а також фіналіст турніру в 1906, 1908 і 1907 роках.
5 квітня 1908 року зіграв у складі збірної Богемії в товариському матчі проти збірної Угорщини (2:5).